# Merkuriusz (Iwanow)
Merkuriusz, imię świeckie Igor Władimirowicz Iwanow (ur. 21 stycznia 1964 w Porchowie) – rosyjski biskup prawosławny.

## Życiorys
Urodził się w rodzinie robotniczej. Po ukończeniu szkoły średniej podjął pracę w szpitalu rejonowym jako pielęgniarz. W 1989 ukończył studia w instytucie pediatrycznym w Leningradzie, uzyskując kwalifikacje lekarza medycyny ze specjalnością pediatria. W czasie studiów, 12 marca 1988 złożył wieczyste śluby mnisze, zaś 15 stycznia 1989 został wyświęcony na hierodiakona. 6 sierpnia tego samego roku został hieromnichem i podjął pracę duszpasterską w soborze św. Mikołaja w Królewcu. W latach 1990–1996 pracował kolejno w parafiach Kazańskiej Ikony Matki Bożej w Jantarnym, św. Serafina z Sarowa w Swietłogorsku, Narodzenia Matki Bożej w Królewcu oraz w parafii przy wznoszonym soborze Chrystusa Zbawiciela w Królewcu. 17 listopada został ihumenem, zaś 9 stycznia 2000 – archimandrytą.
6 lutego 2000 miała miejsce jego chirotonia na biskupa pomocniczego eparchii moskiewskiej z tytułem biskupa zarajskiego. Oznaczało to objęcie przez niego urzędu zwierzchnika Patriarszych parafii w Stanach Zjednoczonych. W czasie chirotonii jako konsekratorzy wystąpili patriarcha moskiewski i całej Rusi Aleksy II, metropolici miński i słucki Filaret (Wachromiejew), kruticki i kołomieński Juwenaliusz (Pojarkow), smoleński i kaliningradzki Cyryl (Gundiajew), sołnecznogorski Sergiusz (Fomin), wołokołamski i juriewski Pitirim (Nieczajew), arcybiskupi pskowski i wielkołucki Euzebiusz (Sawwin) oraz twerski i kaszyński Wiktor (Olejnik), biskupi bronnicki Tichon (Jemieljanow), bałtijski Pantelejmon (Kutowoj), oriechowo-zujewski Aleksy (Frołow) oraz krasnogorski Sawa (Wołkow).
W trybie eksternistycznym ukończył naukę w seminarium duchownym oraz Akademii Duchownej w Petersburgu.
31 marca 2009 Święty Synod Rosyjskiego Kościoła Prawosławnego wyznaczył go na przewodniczącego oddziału wychowania religijnego i katechizacji, zwalniając go równocześnie z funkcji pełnionych w Patriarszych parafiach w Stanach Zjednoczonych. W ramach pracy w oddziale biskup Merkuriusz (Iwanow) zajmuje się m.in. opracowywaniem podręczników i materiałów metodycznych do przedmiotu podstawy kultury prawosławnej.
Od 10 października 2009 pełnił ponadto funkcję przełożonego Monasteru Wysoko-Pietrowskiego w Moskwie. Był także odpowiedzialny za parafie znajdujące się w północnym okręgu administracyjnym Moskwy.
W 2011 Święty Synod Rosyjskiego Kościoła Prawosławnego wyznaczył go na ordynariusza eparchii rostowskiej i nowoczerkaskiej. Kilka miesięcy później został podniesiony do godności metropolity w związku z powstaniem metropolii dońskiej.